# Carlos Martins
Pour les articles homonymes, voir Martins.
Carlos Jorge Neto Martins est ancien un footballeur portugais né le 29 avril 1982 à Oliveira do Hospital. Carlos Martins évoluait au poste de milieu offensif .
Il est connu pour ses frappes surpuissantes et son tempérament bouillant.

## Biographie
Il est rappelé en sélection par Luiz Felipe Scolari pour le match contre la Grèce qui se dispute le 26 mars 2008, mais n'est pas sélectionné pour l'Euro 2008. 
À ce jour, il compte 7 sélections et 1 but, but inscrit contre l'Espagne en match amical lors de l'éclatante victoire des lusitaniens 4-0.
Le 2 novembre 2010, Carlos Martins effectue une très belle prestation contre Lyon en Ligue des Champions en faisant 4 passes décisives. Le Benfica l'emportera 4-3 au terme d'un très beau match.
En Janvier 2014, Carlos Martins rejoint une troisième équipe de Lisbonne le CF Belenenses.

## Carrière
| Période   | Club                 | Pays     | Matchs / Buts       |
| 2000-2001 | Sporting Portugal    | Portugal | 1 match             |
| 2001-2002 | SC Campomaiorense    | Portugal | 27 matchs / 1 but   |
| 2002-2003 | Sporting Portugal    | Portugal | 6 matchs            |
| 2003      | Académica de Coimbra | Portugal | 9 matchs            |
| 2003-2007 | Sporting Portugal    | Portugal | 69 matchs / 9 buts  |
| 2007-2008 | Recreativo Huelva    | Espagne  | 32 matchs / 6 buts  |
| 2008-2014 | Benfica              | Portugal | 80 matchs / 10 buts |
| 2011-2012 | Grenade CF (prêt)    | Espagne  | 29 matchs / 3 buts  |

## Palmarès
- Finaliste de la Coupe de l'UEFA en 2005 avec le Sporting Portugal
- Vainqueur de la Coupe du Portugal en 2007 avec le Sporting Portugal
- Champion du Portugal en 2010 avec Benfica
- Vainqueur de la Coupe de la Ligue en 2009, 2010 et 2011 avec Benfica
- Vice-Champion du Portugal en 2013 avec Benfica